# لرجام
لرجام (به عربی: لرجام) یک شهرداری در الجزایر است که در استان تسمسیلت واقع شده‌است.